# 제9회 서울독립영화제
제9회 서울독립영화제는 1983년 7월 26일에 열린 시상식이다.

## 수상 및 후보

### 최우수작품상
- 문 - 서명수 수상

### KT&G상상마당상
- 맥 - 안태근 수상
- 갈증 - 강성준 수상

### 기획상
- 비나리 - 안창준 수상

### 촬영상
- 땅 밑 하늘 공간 - 강제규 수상

### 편집상
- 옵서예 - 신상훈 수상

### YES24상
- 시계환상곡 - 손종수 수상